# 韓應庚
韓應庚（1541年—1614年），字希白，號西軒，山西平陽府趙城縣人，直隸東勝左衛軍籍，明朝政治人物。

## 生平
萬曆四年（1576年）丙子科順天府鄉試第一百七名，萬曆五年（1577年）聯捷丁丑科會試第二百六十一名，登三甲第十七名進士。授彰德府推官，十年六月选授福建道御史，十一年巡按陕西，条陳救荒十事。四十七歲時，以疾辭歸，日與親故徜徉山水間。築室名“釣台”，以圖書、花鳥自娛。

## 家族
曾祖韓文；祖父韓誠；父韓廷義。母闞氏。具庆下。弟韓應箕；韓應奎（號東軒，庚午贡士）。子韓原濬。